# パラプゾシア
パラプゾシア（学名：Parapuzosia）は、デスモセラス科のアンモナイトの絶滅した属。後期白亜紀のセノマニアンからカンパニアンにかけて、アフリカやヨーロッパおよび北アメリカに分布した。概して非常に大型のアンモナイトで、直径は60センチメートル以上に達し、最大の種では約2メートルに達した。パラプゾシアの殻はインボリュート曲線を描き、その側面は平坦あるいはわずかに丸みを帯びている。内側の渦には1次肋と2次肋が確認されることがある。

## 形態
パラプゾシア属のうち最大の種はパラプゾシア・セッペンラデンシスで、既知のアンモナイトの中でも最大である。最初の標本は1895年にドイツのヴェストファーレンから発見された直径1.74メートルの個体である。この標本は住房が不完全で、完全であった場合には直径2.55メートルや直径3.5メートル以上と推定されていた。しかし、2021年の研究においては最大の標本の直径は2メートルほどであったと推測されている。生存時の体重は1455キログラムと推定され、そのうち殻が705キログラムを占める。
ヨーロッパ西部などから産出するパラプゾシア・レプトフィラはパラプゾシア・セッペンラデンシスの祖先の可能性のある種で、殻直径は1メートル程度に達する。

## 進化史

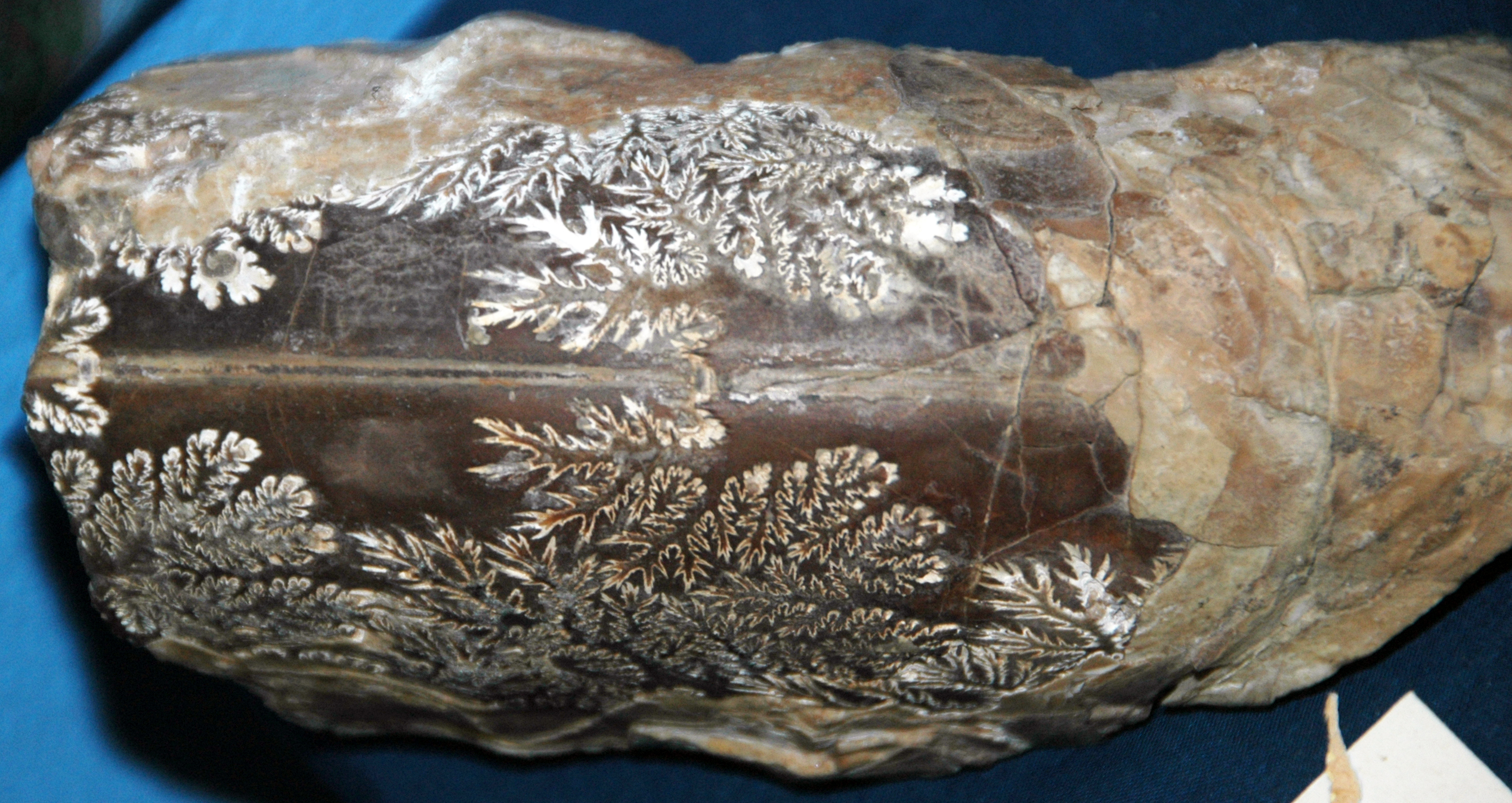
P. bradyi とされていた個体の縫合線

パラプゾシア・レプトフィラは主にヨーロッパ西部のサントニアン階から知られているが、後期サントニアン期にはメキシコ湾にも分布を拡大した。サントニアン期の最後期には、パラプゾシア・レプトフィラからパラプゾシア・セッペンラデンシスが進化したと見られている。最初期のパラプゾシア・セッペンラデンシスの殻直径は祖先と同じく1メートル程度であったが、前期カンパニアン期の後期になると、直径1.5 - 1.8メートルと大型の個体が見られるようになった。
パラプゾシア・セッペンラデンシスは大西洋を挟んで東西の両側で大型化を遂げ、5つの発生学的段階と性的二形を持つようになった。このため、下部カンパニアン階から産出した個体が P. americana、P. boesei、P. bradyi すなわち複数の別個の種として記載された。2021年時点では、これらの北アメリカ大陸の種は全てパラプゾシア・セッペンラデンシスのジュニアシノニムとして扱われている。
パラプゾシア・セッペンラデンシスの体サイズと個体数はいずれも前期カンパニアン期にかけて減少している。同時期にパラプゾシアの個体数と体サイズに影響を及ぼすような短期的な環境変動は確認されていないが、この時代にはモササウルス科爬虫類が大型化を遂げており、上位の捕食動物であった彼らによる捕食圧が関与している可能性がある。